# Julia Gromnicka
Julia Gromnicka herbu Prawdzic z Dzieduszyckich herbu Sas (ur. 21 sierpnia 1782, zm. 30 stycznia 1851 we Lwowie) – hrabianka, starościanka serebryńska, dama orderu Krzyża Gwiaździstego.

## Życiorys
Córka Waleriana hr. Dzieduszyckiego herbu Sas, właściciela Jabłonowa, starosty serebryńskiego, c.k. szambelana 1775, podkomorzego J.K. Mości, komisarza cywilno-wojskowego powiatu latyczowskiego 1788, członka Stanów Galicyjskich w 1817 oraz Józefy z Ponińskich herbu Łodzia, starościanki piotrkowskiej i ostrskiej. 
19 lipca 1801 poślubiła Jana Tadeusza Gromnickiego herbu Prawdzic, właściciela Łaskowiec, Łowczyc, Kijowca, Derzowa, Podusilna i Baczowa, marszałka szlachty powiatu trembowelskiego w latach 1809-1815, członka Stanów Galicyjskich w 1825. 
3 maja 1825 mianowana przez arcyksiężną Karolinę Augustę damą Orderu Krzyża Gwiaździstego. Edyktem sądowym z 1843 odziedziczyła po ojcu czwartą część dóbr Potoczyska, Horodnica i Peredywanie, które odsprzedała bratankowi Eugeniuszowi hr. Dzieduszyckiemu. 
Zmarła 30 stycznia 1851 we Lwowie. Pozostawiła z Janem Tadeuszem Gromnickim syna Józefa Gromnickiego oraz córki Julię hr. Starzeńską i Franciszkę hr. Łoś. Pozostałe dzieci: Waleria, Konstanty i Maurycy zmarły w wieku dziecięcym.        